# Bokhultets naturreservat
Bokhultet är ett naturreservat i Växjö socken och motsvarande den historiska Växjö stads område i Växjö kommun i Småland (Kronobergs län).
Reservatet ligger strax sydväst om Växjö stad. Största delen av landområdena är skogbeväxta, mest med bokskog. Här har även funnits hagmarker och från den tiden finns en del storvuxna ekar kvar. Vid Bäckaslöv finns en del öppna betesmarker. Där ligger även Bäckaslövs Våtmark. Bäckaslövs mosse odlades upp i samband med sjösänkningen på 1800-talet. Senare har den använts som militär skjutbana. Reservatet omfattar även delar av Norra- och Södra Bergundasjön.

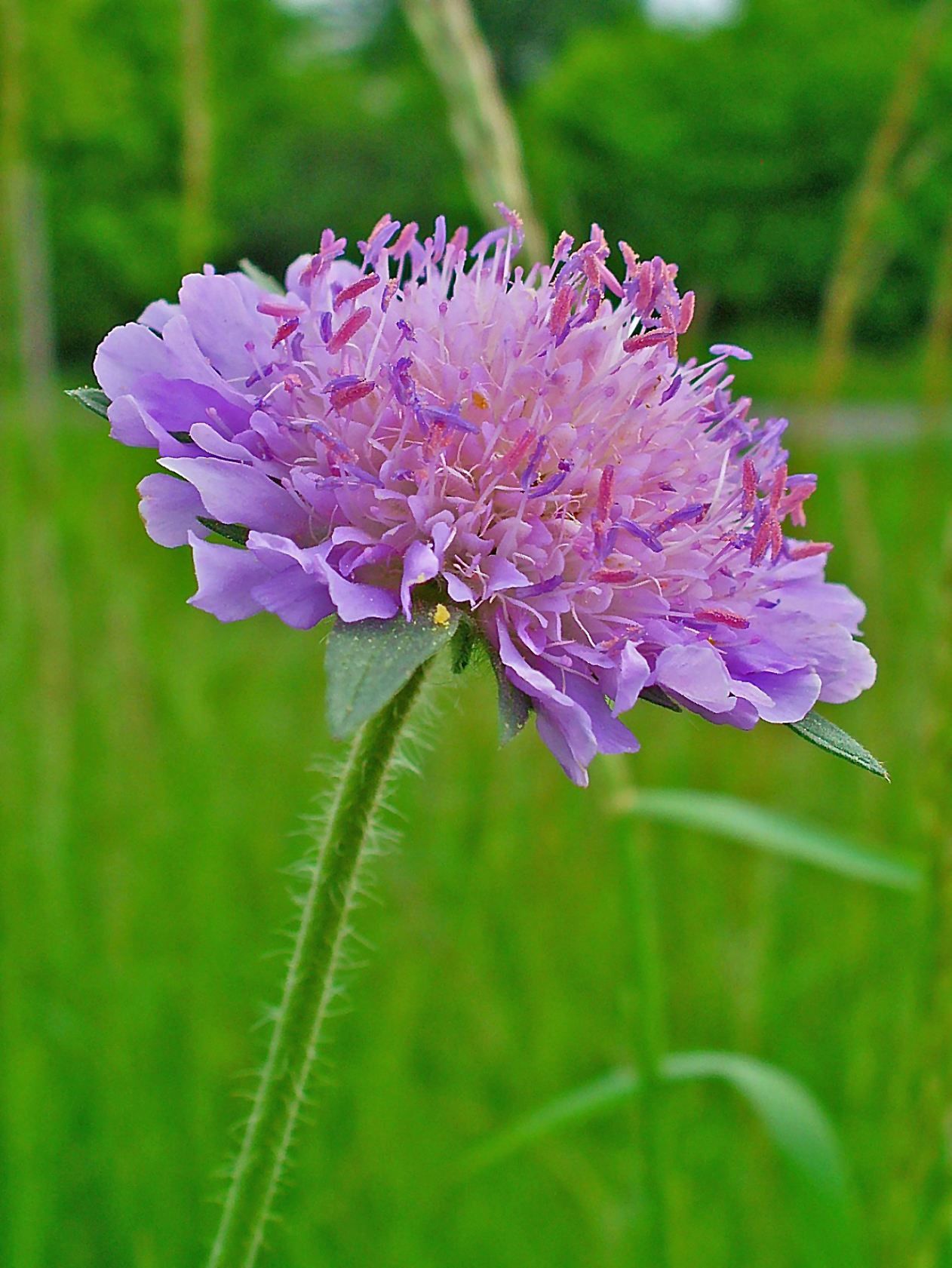
Åkervädd

Området är variationsrikt både vad gäller växt- och djurliv. Inom området har nästan 200 fågelarter observerats. Här finns även en mängd  sällsynta arter av insekter, svampar, mossor och lavar. Skogens höga ålder, alla grova träd och de multnande stammarna gör att många arter trivs i området.
Den äldsta lämningen i reservatet är en hällkista från yngre stenåldern. Graven ligger ovanpå en stensättning i form av en kulle. Vidare förekommer röjningsrösen från brons- eller järnåldern. Rösena är låga högar av småsten som rensats bort från odlingsmarken. Det finns även två gravhögar från yngre järnålder. På en berghäll har man funnit ett 20-tal skålgropar. Från senare tider finns odlingsrösen och stengärdsgårdar. År 1914 omvandlades Bokhultet till ett militärt övningsfält. Alla vägar och stigar tillkom under den perioden, som varade fram till 1992 då regementet lades ner.
Bokhultet ligger nära Växjö stad och är lättillgängligt. Inom området finns ett antal stigar, motionsspår och småvägar. Reservatet är skyddat sedan 1993 och omfattar 210 hektar land och 135 hektar vatten.